# پوربک‌دندان
پوربک‌دندان (نام علمی: Purbeckodon) نام یک سرده از راسته مورگان‌دندان‌سانان است.